# Erridupizir
Erridupizir (fl. XXII secolo a.C.) è stato un sovrano della dinastia gutea che governò in Sumer dal 2141 a.C. al 2138 a.C. (cronologia breve).
Il suo regno è attestato da un'iscrizione reale ritrovata a Nippur, dove egli chiama se stesso "Re dei Gutei".